# Ferdinando di Solms-Braunfels
Ferdinando Guglielmo Ernesto, 2º principe di Solms-Braunfels (Braunfels, 8 febbraio 1721 – Braunfels, 2 ottobre 1783), fu il secondo principe di Solms-Braunfels. Era figlio di Federico Guglielmo, principe di Solms-Braunfels (1696–1761) e della sua prima moglie la principessa Maddalena Enrichetta di Nassau-Weilburg (1691–1725).

## Biografia
Ferdinando Guglielmo Ernesto nacque a Braunfels, Solms-Braunfels come primogenito di Federico Guglielmo, conte di Solms-Braunfels e della sua prima moglie, la principessa Maddalena Enrichetta di Nassau-Weilburg (1691–1725) figlia di Giovanni Ernesto, conte di Nassau-Weilburg. Il 22 maggio 1742, l'imperatore Carlo VII elevò il casato di Solms-Braunfels al rango di principe imperiale e così quando suo padre morì egli gli successe come 2º principe.

## Matrimonio e figli
Il 24 agosto 1756 sposò a Laubach, la contessa Sofia Cristina Guglielmina di Solms-Laubach, prima tra le figlie femmine e secondogenita di Cristiano Augusto, conte di Solms-Laubach e della sua prima moglie, la principessa Elisabetta di Isenburg e Büdingen in Birstein figlia del primo principe, Volfango Ernesto I. Ebbero i seguenti figli:
- Guglielmo Cristiano Carlo, 3º principe di Solms-Braunfels (1759–1837), sposò la renegravia Augusta di Salm-Grumbach e Elisabetha Becker, ebbe figli da entrambi i matrimoni
- principessa Carolina Maria Eleonora di Solms-Braunfels (morta ad un mese)
- principe Luigi Guglielmo di Solms-Braunfels (morto ad un mese)
- principessa Augusta Luisa di Solms-Braunfels (1764–1797) sposò Carlo Luigi, renegravio di Salm-Grumbach und Dhaun, la cui prima moglie fu la principessa Marianna di Leiningen figlia di Carlo Federico Guglielmo, principe di Leiningen e genitori della moglie di suo fratello Guglielmo.
- principe Guglielmo Enrico Casimiro di Solms-Braunfels (1765–1852) celibe
- principessa Luisa Carolina Sofia di Solms-Braunfels (1766–1830) nubile
- principe Carlo Augusto Guglielmo Federico (1768–1829) celibe
- principe Federico Guglielmo di Solms-Braunfels (1770–1814) sposò la principessa Federica di Meclemburgo-Strelitz, vedova del principe Luigi Carlo di Prussia ed ebbe figli
- principe Luigi Guglielmo Cristiano di Solms-Braunfels (1771–1833) celibe
- principessa Ferdinanda Guglielmina Isabella di Solms-Braunfels (morta ad un mese)

## Ascendenza
|                                                  |                                     |                                                    | Genitori                                                  |  |  | Nonni |  |  | Bisnonni                                |  |  | Trisnonni                              |  |
|                                                  |                                     |                                                    |                                                           |  |  |       |  |  | Wilhelm II, conte di Solms-Greifenstein |  |  | Wilhelm I, conte di Solms-Greifenstein |  |
|                                                  |                                     |                                                    |                                                           |  |  |       |  |  | Wilhelm II, conte di Solms-Greifenstein |  |  | Wilhelm I, conte di Solms-Greifenstein |  |
|                                                  |                                     | Amalia von Nassau-Dillenburg                       |                                                           |  |  |       |  |  | Wilhelm II, conte di Solms-Greifenstein |  |  |                                        |  |
| Wilhelm Moritz, conte di Solms-Braunfels         |                                     |                                                    |                                                           |  |  |       |  |  | Wilhelm II, conte di Solms-Greifenstein |  |  |                                        |  |
|                                                  |                                     | Johannetta Sibylla zu Solms-Hohensolms             | Philipp Reinhard I, conte di Solms-Hohensolms-Lich        |  |  |       |  |  |                                         |  |  |                                        |  |
|                                                  |                                     | Johannetta Sibylla zu Solms-Hohensolms             | Philipp Reinhard I, conte di Solms-Hohensolms-Lich        |  |  |       |  |  |                                         |  |  |                                        |  |
|                                                  |                                     | Johannetta Sibylla zu Solms-Hohensolms             | Elizabeth zu Wied                                         |  |  |       |  |  |                                         |  |  |                                        |  |
| Friedrich Wilhelm, principe di Solms-Braunfels   |                                     | Johannetta Sibylla zu Solms-Hohensolms             |                                                           |  |  |       |  |  |                                         |  |  |                                        |  |
|                                                  |                                     | Wilhelm Christoph, langravio d'Assia-Homburg       | Friedrich I, langravio d'Assia-Homburg                    |  |  |       |  |  |                                         |  |  |                                        |  |
|                                                  |                                     | Wilhelm Christoph, langravio d'Assia-Homburg       | Friedrich I, langravio d'Assia-Homburg                    |  |  |       |  |  |                                         |  |  |                                        |  |
|                                                  |                                     | Wilhelm Christoph, langravio d'Assia-Homburg       | Margarete Elisabeth von Leiningen-Westerburg              |  |  |       |  |  |                                         |  |  |                                        |  |
| Magdalene Sophie von Hessen-Homburg              |                                     | Wilhelm Christoph, langravio d'Assia-Homburg       |                                                           |  |  |       |  |  |                                         |  |  |                                        |  |
|                                                  |                                     | Sophie Eleonore von Hessen-Darmstadt               | Georg II, langravio d'Assia-Darmstadt                     |  |  |       |  |  |                                         |  |  |                                        |  |
|                                                  |                                     | Sophie Eleonore von Hessen-Darmstadt               | Georg II, langravio d'Assia-Darmstadt                     |  |  |       |  |  |                                         |  |  |                                        |  |
|                                                  |                                     | Sophie Eleonore von Hessen-Darmstadt               | Sophie Eleonore von Sachsen                               |  |  |       |  |  |                                         |  |  |                                        |  |
| Ferdinand, principe di Solms-Braunfels           |                                     | Sophie Eleonore von Hessen-Darmstadt               |                                                           |  |  |       |  |  |                                         |  |  |                                        |  |
|                                                  | Friedrich, conte di Nassau-Weilburg | Ernst Casimir, conte di Nassau-Weilburg            |                                                           |  |  |       |  |  |                                         |  |  |                                        |  |
|                                                  | Friedrich, conte di Nassau-Weilburg | Ernst Casimir, conte di Nassau-Weilburg            |                                                           |  |  |       |  |  |                                         |  |  |                                        |  |
|                                                  | Friedrich, conte di Nassau-Weilburg | Anna Maria zu Sayn-Wittgenstein-Sayn               |                                                           |  |  |       |  |  |                                         |  |  |                                        |  |
| Johann Ernst, principe di Nassau-Weilburg        | Friedrich, conte di Nassau-Weilburg |                                                    |                                                           |  |  |       |  |  |                                         |  |  |                                        |  |
|                                                  |                                     | Christiane Elisabeth von Sayn-Wittgenstein-Homburg | Ernst, conte di Sayn-Wittgenstein-Homburg                 |  |  |       |  |  |                                         |  |  |                                        |  |
|                                                  |                                     | Christiane Elisabeth von Sayn-Wittgenstein-Homburg | Ernst, conte di Sayn-Wittgenstein-Homburg                 |  |  |       |  |  |                                         |  |  |                                        |  |
|                                                  |                                     | Christiane Elisabeth von Sayn-Wittgenstein-Homburg | Christine von Waldeck-Wildungen                           |  |  |       |  |  |                                         |  |  |                                        |  |
| Magdalene Henriette von Nassau-Weilburg          |                                     | Christiane Elisabeth von Sayn-Wittgenstein-Homburg |                                                           |  |  |       |  |  |                                         |  |  |                                        |  |
|                                                  |                                     | Friedrich Emich von Leiningen-Dagsburg-Hartenburg  | Johann Philipp II, conte di Leiningen-Dagsburg-Hartenburg |  |  |       |  |  |                                         |  |  |                                        |  |
|                                                  |                                     | Friedrich Emich von Leiningen-Dagsburg-Hartenburg  | Johann Philipp II, conte di Leiningen-Dagsburg-Hartenburg |  |  |       |  |  |                                         |  |  |                                        |  |
|                                                  |                                     | Friedrich Emich von Leiningen-Dagsburg-Hartenburg  | Maria Elisabeth zu Leiningen-Dagsburg-Falkenburg          |  |  |       |  |  |                                         |  |  |                                        |  |
| Maria Polyxena von Leiningen-Dagsburg-Hardenburg |                                     | Friedrich Emich von Leiningen-Dagsburg-Hartenburg  |                                                           |  |  |       |  |  |                                         |  |  |                                        |  |
|                                                  |                                     | Sibylla von Waldeck-Wildungen                      | Christian, conte di Waldeck-Wildungen                     |  |  |       |  |  |                                         |  |  |                                        |  |
|                                                  |                                     | Sibylla von Waldeck-Wildungen                      | Christian, conte di Waldeck-Wildungen                     |  |  |       |  |  |                                         |  |  |                                        |  |
|                                                  |                                     | Sibylla von Waldeck-Wildungen                      | Elisabeth von Nassau-Siegen                               |  |  |       |  |  |                                         |  |  |                                        |  |
|                                                  |                                     | Sibylla von Waldeck-Wildungen                      |                                                           |  |  |       |  |  |                                         |  |  |                                        |  |